# Pluto viaggiatore clandestino
Pluto viaggiatore clandestino (Mr. Mouse Takes a Trip) è un film del 1940 diretto da Clyde Geronimi. È un cortometraggio animato della serie Mickey Mouse, prodotto dalla Walt Disney Productions e uscito negli Stati Uniti il 1º novembre 1940, distribuito dalla RKO Radio Pictures. A partire dagli anni novanta è più noto come Topolino va in vacanza.

## Trama
Topolino e Pluto sono alla stazione ferroviaria di Burbank. Quando arriva il treno, i due salgono a bordo, ma vengono immediatamente cacciati fuori in malo modo dal controllore, Pietro Gambadilegno, perché i cani non sono ammessi. Appena Pietro grida "In carrozza!", Topolino rinchiude Pluto dentro la valigia e sale in fretta e furia. A bordo però, Pluto abbaia, facendo insospettire Pietro. Subito dopo, Pietro racconta a Topolino che una volta possedeva un gattino che quando era tutto solo piangeva disperatamente. Appena Pietro grida un sonoro "Miao", Pluto salta fuori dalla valigia abbaiando; sfortunatamente Pietro scopre l'inganno ed inizia la caccia a bordo del treno.
Topolino e Pluto si travestono in vari modi per sfuggire a Pietro, che si ritrova a infastidire involontariamente una signora che si spazientisce. Mentre Topolino e Pluto sono accanto a un finestrino aperto, Pluto si impiglia in un gancio per la posta e finisce all'esterno del treno. Topolino esce dall'ultimo vagone correndo velocemente e riesce ad afferrarsi a Pluto appena in tempo. Pietro lancia loro i bagagli, facendoli cadere a terra. Topolino legge il cartello della stazione ed è piacevolmente sorpreso dal fatto che lui e Pluto abbiano raggiunto la loro destinazione: Pomona.

## Filmato del doppiaggio
Topolino va in vacanza è l'unico cortometraggio Disney di cui esista un filmato del doppiaggio, dove appaiono Walt Disney e Billy Bletcher. Secondo lo storico cinematografico Leonard Maltin il filmato è stato scoperto pochi anni prima del 2004, e prima di allora se ne ignorava l'esistenza.
Il filmato in bianco e nero, lungo circa dieci minuti, è l'unico in cui si veda Disney interpretare Topolino. Riprende una ventina di takes, ossia di prove di doppiaggio. Il filmato è stato incluso nel DVD Walt Disney Treasures: Topolino star a colori - Vol. 2 come Easter egg: in questa versione la traccia audio originale, andata perduta, è stata sostituita con l'audio definitivo del cartone animato.

## Distribuzione

### Edizione italiana
Il corto uscì in Italia nel 1959 per essere incluso nel programma Pluto, Paperino e Pippo alla riscossa e riproposto al cinema nel 1975. Il corto è stato doppiato nel 1985 dalla Effe Elle Due sotto la direzione di Franco Latini per l'inclusione nella VHS Paperino e la sua banda di paperi. Nel 1989 il film è stato ridoppiato dalla Royfilm con la collaborazione del Gruppo Trenta per essere inserito all'interno della VHS Topolino e soci. Tale doppiaggio è stato usato nelle successive occasioni fino al 2011, quando è stato ulteriormente ridoppiato dalla stessa società sotto la direzione di Leslie La Penna per essere incluso nel programma Topolino che risate! e nel DVD tratto da esso. Il corto è stato però pubblicato su Disney+ in lingua originale.

### Edizioni home video

#### VHS
- Paperino e la sua banda di paperi (settembre 1985)[1]
- Topolino e soci (settembre 1989)[2]

#### DVD
Il cortometraggio è incluso nei DVD Walt Disney Treasures: Topolino star a colori - Vol. 2 e Topolino che risate! - Volume 2.